# Rhynchostegiella macilenta
Rhynchostegiella macilenta är en bladmossart som beskrevs av Jules Cardot 1904. Rhynchostegiella macilenta ingår i släktet nålmossor, och familjen Brachytheciaceae. Inga underarter finns listade i Catalogue of Life.